# Ptychostomum purpurascens
Ptychostomum purpurascens là một loài rêu trong họ Bryaceae. Loài này được R. Br. J.R. Spence mô tả khoa học đầu tiên năm 2005.